# ラジオ朝刊 おはようラジオ!
ラジオ朝刊 おはようラジオ!（ラジオちょうかん おはようラジオ!）は長崎放送（NBCラジオ）で平日朝に放送していたラジオ番組。放送時間は平日 6:40 - 8:50。

## 概要・歴史
2009年4月に『ラジオ朝刊 平松誠四郎のおはようラジオ!』（ラジオちょうかん ひらまつせいしろうのおはようラジオ!）のタイトルで放送開始。
2013年4月から長崎・佐賀両エリアの放送時間を統一。
2014年4月、平松が土曜昼の新番組『集まれ!飛び出せ!団塊フレンズ』のプロデューサーに就任するため、新たに大倉聡が週前半のメインキャスターに起用されると共に現在のタイトルに変更。
メインキャスターの平松は、以前「NBCラジオ夕刊」やテレビ「報道センターNBC」のキャスターを歴任している。大倉も過去に後者の番組のキャスターを務めた。
2015年4月、大倉があっぷるを担当することになり、大門雅明が新たにメインキャスターを担当。月曜は大門、火曜から金曜は平松が担当することになった。
2017年3月31日をもって終了、4月3日から「早版!!あさかラ!」(月曜～木曜)、「平松誠四郎のあさかラ!」(金曜)に引き継がれる

## 放送時間
- 放送開始 - 2014年3月：6:30 - 8:40
- 2014年3月 - 現在：6:40 - 8:40
  - NBCラジオ佐賀での放送は、放送開始 - 2013年3月は7:25に飛び降りしていたが、同年4月より佐賀発のワイド番組が9:00開始となった（『おはこんラジオ』→『ここ・らじ』）ため、長崎本局管内と同一となる。7:25・7:50・8:32の交通情報は、長崎県内の状況はもちろんであるが佐賀県内の状況も伝えている。

## 内容
※2014年1月時点。同年4月から6:30～6:40は『ENEOSプレゼンツ あさナビ』（ニッポン放送制作）を放送。
- 6:30 - オープニング
- 6:45 - スキッピーの今日の運勢
- 6:50 - NBCラジオ50ニュース
- 6:54 - JFマリンバンク海の天気予報
- 7:10 - やじうまニュースネットワーク（ニッポン放送）
- 7:25 - 交通情報
- 7:30 - けさのチョウさん
  - 放送エリア内で活動する、社長・店長・局長などの「長さん」との生電話インタビュー。
- 7:35 - 歌のない歌謡曲
- 7:50 - NBCラジオ50ニュース
- 8:00 - 日本全国8時です（TBSラジオ）
- 8:20 - SUZUKIハッピーモーニング 鈴木杏樹のいってらっしゃい（ニッポン放送）
- 8:30 - レースガイド
  - 放送エリア内の大村競艇・佐世保競輪・佐賀競馬・唐津競艇のレース日程案内。
- 8:32 - 交通情報
- 8:35 - エンディング

## 出演者
- 大門雅明（月曜日のメインキャスター） - NBCアナウンサー。2015年4月から出演
- 平松誠四郎（火～金曜日のメインキャスター） - 番組開始から2014年3月までは月～金曜日の担当。
- 中島千夏（月・火曜日のサブキャスター） - 2014年4月から出演
- 古田沙織（水～金曜日のサブキャスター） - 2012年4月から出演

### 過去の出演者
| 期間      | 期間      | 男性       | 男性       | 男性       | 女性       | 女性       | 女性       |
| 期間      | 期間      | 月         | 火         | 水 - 金    | 月・火     | 水・木     | 金         |
| --------- | --------- | ---------- | ---------- | ---------- | ---------- | ---------- | ---------- |
| 2009.3.30 | 2010.9.24 | 平松誠四郎 | 平松誠四郎 | 平松誠四郎 | 吉原ゆかり | 吉原ゆかり | 豊﨑なつき |
| 2010.9.27 | 2012.3.30 | 平松誠四郎 | 平松誠四郎 | 平松誠四郎 | 吉原ゆかり | 吉原ゆかり | 山下祥子   |
| 2012.4.2  | 2014.3.31 | 平松誠四郎 | 平松誠四郎 | 平松誠四郎 | 山下祥子   | 古田沙織   | 古田沙織   |
| 2014.4.1  | 2015.4.3  | 大倉聡     | 大倉聡     | 平松誠四郎 | 中島千夏   | 古田沙織   | 古田沙織   |
| 2015.4.6  | 2017.3.30 | 大門雅明   | 平松誠四郎 | 平松誠四郎 | 中島千夏   | 古田沙織   | 古田沙織   |